# Tusker FC
Tusker FC je keňský prvoligový fotbalový klub. Byl založen roku 1970 jako tým pivovaru Kenya Breweries, od roku 1999 se jmenuje podle značky piva Tusker. Je jedenáctinásobným mistrem země z let 1972, 1977, 1978, 1994, 1996, 1999, 2000, 2007, 2011, 2012, 2016 a 2021, více titulů mají jen GOR Mahia a AFC Leopards. Pětkrát vyhrál Kagame Interclub Cup, soutěž klubů z východoafrických zemí (1988, 1989, 2000, 2001 a 2008). V roce 1973 byl semifinalistou Ligy mistrů CAF. Byl prvním soupeřem jihosúdánské fotbalové reprezentace, kterou v přátelském utkání hraném 10. července 2011 v Džubě porazil 3:1.